# Upplands runinskrifter 1005
Upplands runinskrifter 1005 är en vikingatida runsten av röd granit i Hov, Rasbo socken och Uppsala kommun. Runstenen är 0,75 meter hög, 1,25 meter bred och 0,3-0,4 meter tjock. Runhöjden är 7 centimeter. Övre och mellersta delen av stenen saknas.
Stenen beskrevs på 1500-talets slut av Johannes Bureus.

## Inskriften
Translitterering av runraden:
kisl ' lit ' [risa · stin ' at · toli ' faþur · uk · at · iufur · broþur · uk ·  erfast · sun · sin]
Normalisering till runsvenska:
Gisl let ræisa stæin at Toli, faður, ok at Iofur, broður, ok [at] Ærnfast, sun sinn.
Översättning till nusvenska:
Gisl lät resa stenen efter Tole, [sin] fader, och efter Jovur, [sin] broder, och efter Ärnfast, sin son.